# Marc Olivier
Marc Olivier (Gullegem, 30 juni 1940 - Kortrijk, 15 december 2018) was een Belgisch politicus van de CVP.

## Carrière
Olivier gradueerde in de handelswetenschappen, verkoop en distributie, en werd bedrijfsconsulent.
Olivier was voor de CVP van 1974 tot 1995 lid van de Kamer van volksvertegenwoordigers voor het arrondissement Kortrijk. In de periode april 1974-oktober 1980 zetelde hij als gevolg van het toen bestaande dubbelmandaat ook in de Cultuurraad voor de Nederlandse Cultuurgemeenschap, die op 7 december 1971 werd geïnstalleerd. Van maart 1979 tot oktober 1980 maakte hij als secretaris deel uit van het Bureau (dagelijks bestuur) van de Cultuurraad. Vanaf 21 oktober 1980 tot mei 1995 was hij lid van de Vlaamse Raad, de opvolger van de Cultuurraad en de voorloper van het huidige Vlaams Parlement. Gedurende die 15 jaar maakte hij continu deel uit van het Bureau (dagelijks bestuur) van de Vlaamse Raad: eerst van november 1980 tot december 1981 als secretaris, vervolgens van december 1981 tot december 1985 als derde ondervoorzitter en tot slot van december 1985 tot mei 1995 als eerste ondervoorzitter. Bij de eerste rechtstreekse verkiezingen voor het Vlaams Parlement van 21 mei 1995 werd hij verkozen in de kieskring Kortrijk-Roeselare-Tielt. Hij bleef Vlaams volksvertegenwoordiger tot juni 1999 en nam tijdens de legislatuur 1995-1999 ook de functie van eerste ondervoorzitter van het Vlaams Parlement op. Het Vlaams Parlement vaardigde hem naar de Senaat af als gemeenschapssenator, een functie die hij uitoefende van juni 1995 tot juni 1999. Op 27 april 1999 werd hij in de plenaire vergadering van het Vlaams Parlement gehuldigd voor zijn 25 jaar parlementair mandaat. Bij zijn afscheid kreeg hij de titel van ereondervoorzitter van het Vlaams Parlement.
In de gemeentepolitiek was hij actief als gemeenteraadslid in Kortrijk, een functie die hij uitoefende van 1977 tot 1994.
Hij was ook afgevaardigde naar de Raadgevende Interparlementaire Beneluxraad, eerst van 1992 tot 1995 als plaatsvervanger en daarna van 1995 tot 1999 als volwaardig afgevaardigde.

## Onderscheidingen
Grootofficier in de Leopoldsorde (1999)